# Novaculichthys
Genre
Novaculichthys est un genre de poissons marins de la famille des Labridae.

## Liste des espèces
Selon ITIS (17 juin 2018) :
- Novaculichthys macrolepidotus (Bloch, 1791)
- Novaculichthys perlas (Wellington, Allen & Robertson, 1994)
- Novaculichthys taeniourus (Lacépède, 1801)
- Novaculichthys woodi Jenkins, 1901